# 天王寺駅・大阪阿部野橋駅バスのりば

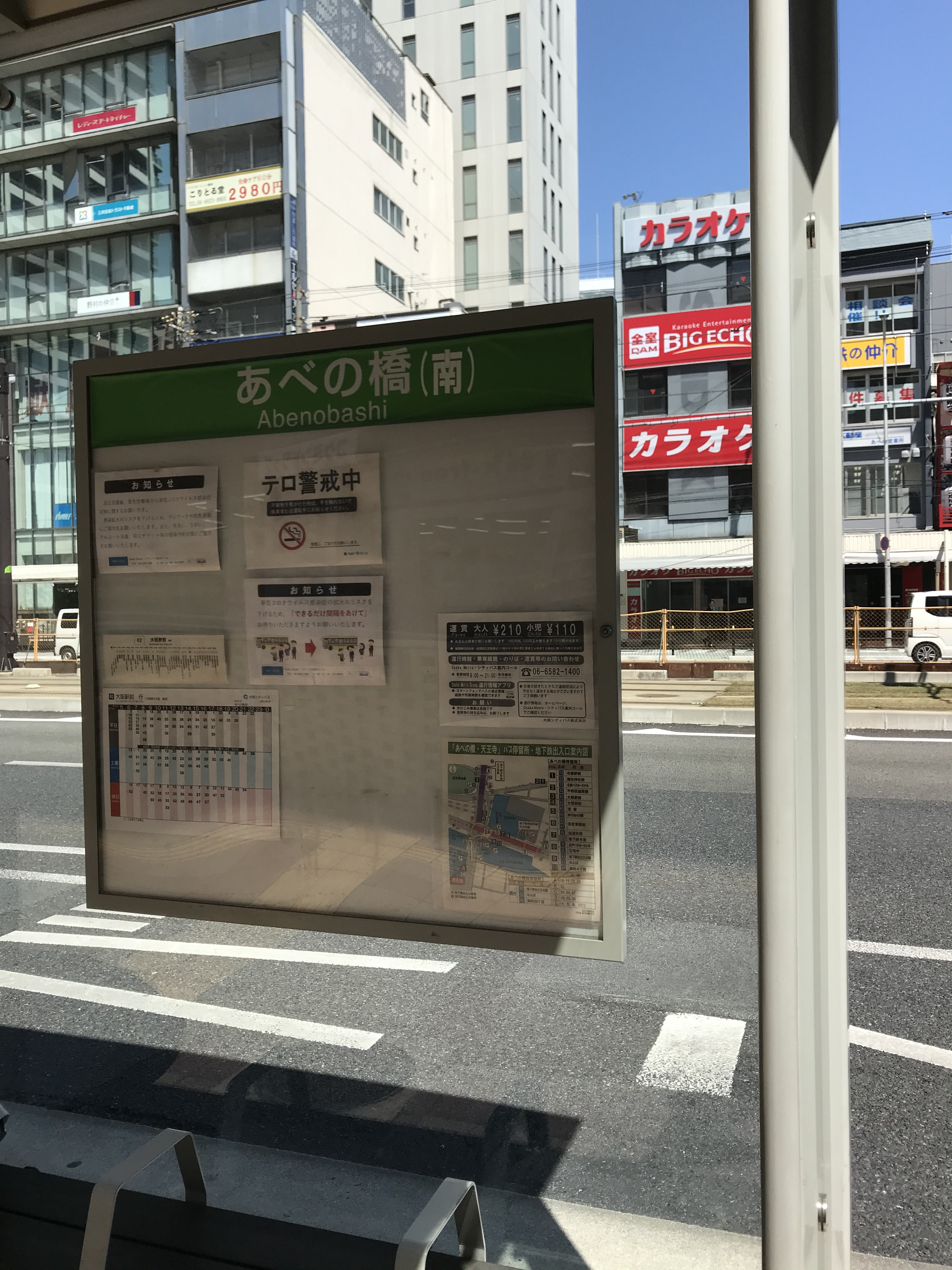
あべの橋（南）（旧・キューズモール前）・すぐ南の降車専用はあべの橋のみ

天王寺駅・大阪阿部野橋駅バスのりば（てんのうじえき・おおさかあべのばしえきばすのりば）では、大阪府大阪市天王寺区の天王寺駅および隣接する阿倍野区の大阪阿部野橋駅周辺に発着するバス路線について説明する。

## 一般路線バス
大阪シティバス（旧・大阪市営バス）と大阪市高速電気軌道（旧・大阪市営地下鉄。BRTのみ）、近鉄バスが発着する。
かつて近鉄バスは近鉄八尾駅や河内国分駅方面へ運行しており、近鉄八尾駅前行はシティバス北操車場にて折り返し、志紀車庫前行と国分駅前行は近鉄百貨店前に停留所を設置していた。2013年6月13日のあべのハルカス近鉄本店のオープンとともに、近鉄バスの発着が再開された。

### あべの橋停留所（大阪シティバス・大阪市高速電気軌道）
大阪シティバス・大阪市高速電気軌道(BRT)
Osaka Metro（地下鉄）はJRに合わせて「天王寺駅」としているが、大阪シティバスと大阪市高速電気軌道(BRT)は大阪市電・大阪市営バス以来使用の「あべの橋」（正式には「阿倍野橋」）としている。
のりばは駅周辺に分散して配置されている。古くは近鉄八尾駅前や堺東駅前、豊中までの路線が存在していた。下記のりばの他に48、52、80号系統は「あべの橋西」停留所（アポロビル前）からも乗車できる。
| のりば | 位置                                   | 系統 | 行先               | 経由地                                                   | 担当営業所                                |
| ------ | -------------------------------------- | ---- | ------------------ | -------------------------------------------------------- | ----------------------------------------- |
| 1      | 操車場前（玉造筋）                     | 12   | 布施駅前           | 四天王寺東大門前・勝山四丁目・大池橋・地下鉄小路         | 住吉                                      |
| 1      | 操車場前（玉造筋）                     | 22   | 諏訪神社前         | 寺田町・上本町六丁目・玉造                               | 住吉                                      |
| 2      | 操車場前（玉造筋）                     | 13   | 北巽バスターミナル | 寺田町・舎利寺・大池橋                                   | 住吉                                      |
| 2      | 操車場前（玉造筋）                     | 30   | 平野区役所前       | 寺田町・杭全・地下鉄南巽・加美北五丁目・JR平野駅         | 住吉                                      |
| 3      | 天王寺公園前（谷町筋）                 | 62   | 大阪駅前           | 上本町六丁目・大阪城大手前・天満橋・淀屋橋・肥後橋       | 住吉                                      |
| 4      | 南（旧・キューズモール前）（あべの筋） | 62   | 大阪駅前           | 上本町六丁目・大阪城大手前・天満橋・淀屋橋・肥後橋       | 住吉                                      |
| 5      | 天王寺駅前（谷町筋）                   | 63   | 浅香               | 播磨町・住吉車庫前・住吉区役所区民センター・地下鉄あびこ | 住吉                                      |
| 5      | 天王寺駅前（谷町筋）                   | 64   | おりおの橋         | 播磨町・住吉車庫前・住吉区役所区民センター               | 住吉                                      |
| 6      | 天王寺駅前（谷町筋）                   | 62   | 住吉車庫前         | 播磨町                                                   | 住吉                                      |
| 6      | 天王寺駅前（谷町筋）                   | 67   | 住吉車庫前         | 播磨町                                                   | 住吉                                      |
| 7      | 天王寺駅東口（あびこ筋）               | 6    | 住道矢田           | 美章園・杭全・中野中学校前・湯里六丁目                   | 住吉                                      |
| 7      | 天王寺駅東口（あびこ筋）               | BRT2 | 神路公園           | 杭全・田島五丁目・大池橋・中川西公園前・地下鉄今里       | 大阪市高速電気軌道運営 守口（委託営業所） |
| 8      | 天王寺駅東口（あびこ筋）               | 1    | 出戸バスターミナル | 杭全・JR平野駅筋・平野宮町二丁目・平野南口               | 住吉                                      |
| 8      | 天王寺駅東口（あびこ筋）               | 5    | 三宅中             | 杭全・中野中学校前・平野区役所前・地下鉄喜連瓜破         | 住吉                                      |
| 9      | 大阪阿部野橋駅（あびこ筋）             | 48   | 地下鉄住之江公園   | 今池駅前・地下鉄花園町・回生橋                           | 住之江                                    |
| 9      | 大阪阿部野橋駅（あびこ筋）             | 52   | なんば             | 今池駅前・地下鉄花園町・長橋二丁目                       | 酉島                                      |
| 10     | 大阪阿部野橋駅（あびこ筋）             | 80   | 鶴町四丁目         | 中開三丁目・大正区役所前                                 | 鶴町                                      |

### あべの橋（あべのハルカス）停留所（近鉄バス）
近鉄バス
2013年6月13日より運行を開始した「あべの・上本町シャトルバス」が、近鉄高速バスのりばに発着する（シャトルバスの停留所名は「あべの橋（あべのハルカス）」。
- 10番 あべの・上本町シャトルバス：近鉄上本町行

### あべの橋東口（あべのハルカス東口）停留所（近鉄バス）
近鉄バス
2013年6月13日より運行を開始した「あべの・上本町シャトルバス」の一部が、都シティ 大阪天王寺（ホテル1階出入り口横）に発着する。停留所を共用する夜行高速バスが発車を始める19時台後半以降の便のみ利用する。
- 12番 あべの・上本町シャトルバス：近鉄上本町行

## 高速バス

### あべのハルカス（天王寺駅）
近鉄バス関連高速バス（共同運行会社含む）ほか
あべのハルカス北側・三井住友銀行阿倍野支店前にある。大阪阿部野橋駅の天王寺口が近い。昼行便は三田プレミアムアウトレット行のみで、他は全て夜行便である。その他の近鉄バス関連の昼行便や夜行便の一部は、近鉄なんば西口（OCATビル）か東梅田駅地上の大阪駅前（地下鉄東梅田）の発着となる。また、夜行便でも宮崎行は大阪駅前（地下鉄東梅田駅）のみの発着となる。
かつては大阪阿部野橋駅の庚申口近くに車道から1段上がった（歩道と同一面）スペースに4台程度が停車できる専用のりば（あべの橋バスステーション）があり、その前の近鉄百貨店に入った所には待合所（早朝は閉鎖）と案内ブースが設置されていたが、2013年6月7日に閉鎖された（あべのハルカス近鉄本店ウイング館改装工事のため）。2014年3月1日からは新たな待合所として「近鉄バスサロン」が停留所前に設置された。
- 近鉄バス公式HP
特記以外は近鉄バスと共同運行会社の路線である。
  - ギャラクシー号：郡山駅・福島駅行
  - フライングライナー号：横浜駅西口・東京駅八重洲通・東雲行
  - フライングスニーカー大阪号：東京駅八重洲通・東雲行（格安便）
  - ツィンクル号：京王八王子駅・バスタ新宿行
  - カジュアル・ツィンクル号：バスタ新宿行（格安便）
  - フジヤマライナー：東静岡駅・富士駅・富士急ハイランド・富士山駅行
  - 千曲川ライナー：上田駅・軽井沢駅行
  - 神戸三田プレミアム・アウトレット号：神戸三田プレミアム・アウトレット行（土休日および特定日運行、昼行）
  - しまんとブルーライナー：中村駅・宿毛駅行
  - サンライズ号：熊本行
  - あそ☆くま号：熊本行（格安便）
  - オランダ号：長崎行
  - SORIN号：大分行

### 天王寺駅
大阪バスの路線が発着する。JRバスも発着していたが、2020年12月1日に廃止された。JRバスののりばは谷町筋北行（あべちか4番出口前）に、おりばは天王寺公園南出口前（あべちか3番出口西）に設置されていた。ともに市バス乗り場に併設された、通常のバスのりばであった（過去には、JRバスおりばに「徳島 - 大阪（天王寺）・奈良・天理」（徳島バス・奈良交通）のバス停（乗り降り共用）も併設されていた。なお、奈良交通はあべの橋バスステーション発着の夜行路線「大阪・奈良 - 埼玉」（やまと号）も存在した）。
- 大阪バス・東京バス
のりばは谷町筋北行（あべちか6番出口前、びっくりドンキー前）に設置されている（2012年4月25日、名古屋便新設時に開設）。
  - 名古屋特急ニュースター号：名古屋駅行
  - 東京特急ニュースター号：東京駅・秋葉原駅・王子駅行（東京バスと共同運行）

なお、近鉄バスの定期観光バス『OSAKA SKY VISTA』は当停留所で降車のみできる（乗車は大阪駅JR高速バスターミナルのみ）。

### 天王寺公園バス駐車場
主にツアーバスから移行した路線が発着している。一部、ツアーバス時代から乗車場所として設定されていた路線もある。駐車場は市道恵美須城東線に面した南側駐車場と、谷町筋に面した東駐車場の2拠点に分けて設置される。

### 天王寺あべのキューズモール前
阿倍野駅北側・あべのキューズモール東側のあべの筋上に設置され、神姫観光の自社高速バス「LimonBus」及び同社が受託販売する高速バス路線が発着する。

## 空港リムジンバス
関西国際空港への路線は2013年3月31日までなかった為、天王寺駅からJR阪和線を利用する必要があったが、2013年4月1日に関西空港行が新設された。

### あべの橋（天王寺）停留所

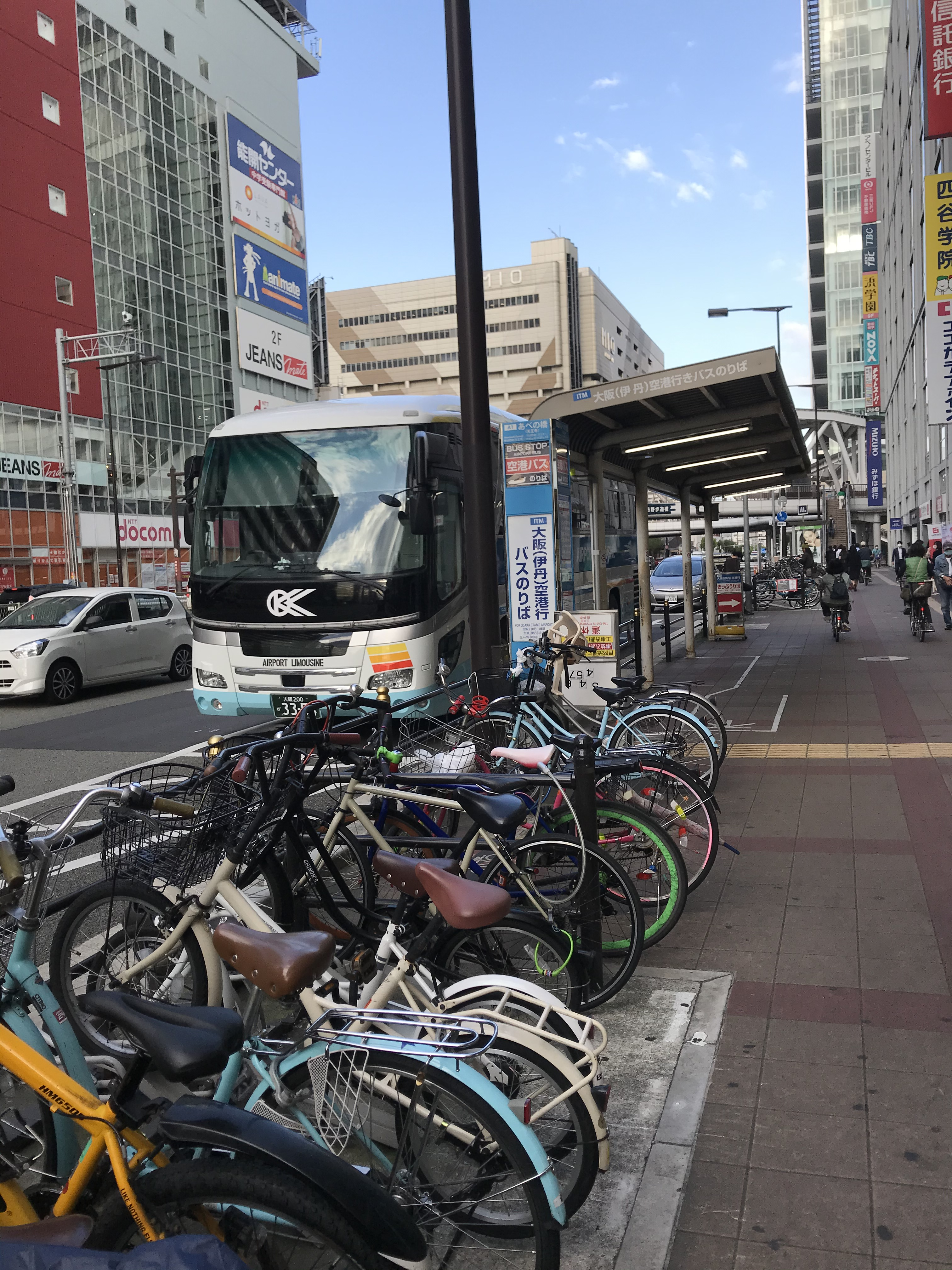
新型コロナウイルスの影響で減便されているため時間調整で待機している。

アポロビル前に設置されているリムジンバス乗り場。
- 大阪国際空港行（大阪空港交通）

### あべのハルカス（大阪マリオット都ホテル）停留所
2013年4月1日より上本町便を延伸し、近鉄高速バスのりば（あべの橋バスステーション）に発着した（空港リムジンバスの停留所名は「あべの橋」だった）。あべのハルカスのグランドオープンを目前に控えた2014年3月1日、あべのハルカスと関西国際空港を直通で結ぶバスが上本町便から独立する形で新設され、関空リムジンバス用の「あべのハルカス（大阪マリオット都ホテル）」停留所も新設された。関西空港発最終2便は都シティ 大阪天王寺に到着する。
- 関西国際空港行（近鉄バス[3][4]・関西空港交通[5][6]）